# Neuropatická dilatace proventrikulu papoušků
Neuropatická dilatace proventrikulu papoušků (angl. psittacine proventricular dilatation syndrome, PPDS) je smrtelné nemocnění papoušků projevující se postižením trávicí anebo centrální nervové soustavy. Podobné příznaky byly také pozorovány u tukanů, kanárů, bernešek velkých i u volně žijících nebo v zajetí chovaných drobných pěvců. Onemocnění bylo poprvé zjištěno v Bolívii v roce 1977, od té doby se rozšířilo do Sev. Ameriky i Evropy.
Dilatace proventrikulu je podle studií z posledních let způsobena aviárními bornaviry, jedná se tedy o virové onemocnění.

## Příčina nemoci (etiologie)
Původce tohoto onemocnění nebyl dlouhou dobu identifikován, předpokládala se ale virová etiologie. Při elektronmikroskopickém vyšetření tkání od postiženích papoušků (mozek, mícha, ledviny) byly prokázány různé virové partikule, morfologicky připomínající togaviry (původce encefalomyelitidy koní východního typu, EEE), adenoviry i paramyxoviry. Žádné z nich však nebyly potvrzeny jako etiologické agens, přestože se experimentálně podařilo vyvolat charakteristickou lymfoplasmatickou ganglioneuritidu u vnímavých dospělých papoušků tkáňovým homogenátem od postižených ptáků, který obsahoval virové partikule. Neidentifikovaný virus byl také izolován z exkrementů papoušků ara kultivací na embryonálních buňkách stejného druhu. V úvahu byla brána i možnost, že se jedná o autoimunitní chorobu a někteří autoři dokonce odmítali infekční charakter nemoci.
Podle studie z roku 2008 je dilatace proventrikulu způsobena virem rodu Bornavirus, jedná se tedy o virové onemocnění. Tuto skutečnost potvrzují či s ní již pracují i další nedávné studie.

## Vznik a šíření nemoci (epizootologie )

### Hostitel
Nemoc se vyskytuje nejméně u 50 druhů z řádu Psittaciformes. Předpokládá se, že kontagiozita původce i jeho schopnost přežívat ve vnějším prostředí je malá. Onemocnění vykazuje sezónní charakter, mohou existovat i asymptomní infekce. Někdy ve stejné voliéře s ptáky dojde k náhlému výskytu několika případů najednou, jindy uhyne jen několik jedinců a za 1-2 roky další. Za možné způsoby přenosu jsou považovány přímý kontakt, nepřímo pak přenos vzduchem, krmivem i hmyzem.
U experimentálně infikovaných ptáků byla pozorována značná variabilita klinických příznaků. V některých pokusech byl pozorován náhlý výskyt příznaků ze strany CNS a GIT, následovaný úhynem během 11 dní po inokulaci, v jiných byly pozorovány pouze příznaky postižení gastrointestinálního traktu až za 3 měsíce po inokulaci. Stejné virové partikule jako v inokulu byly prokázány i v tkáních anebo exkrementech experimentálně infikovaných ptáků. Žádná z kontaktních kontrol nevykazovala klinické příznaky, z čehož se usuzuje, že původce PPDS je málo kontagiózní.

### Patogeneze
PPDS je obecně považována za nemoc mladých ptáků, přestože onemocnět mohou i dospělí ptáci. Poškození nervových ganglií žláznatého (proventrikulus) i svalnatého žaludku a v menší míře také sestupné kličky duodena, vysvětluje ztrátu peristaltiky a následnou obstrukci proventrikulu, atrofii stěny svalnatého žaludku a nedostatečně natrávené krmivo. Obstrukce proventrikulu také vyvolává vomitus (zvracení). Postižení autonomních ganglií srdce, míchy a mozku (zejména mozečku a prodloužené míchy), může způsobovat akutní úhyn až se 100 % mortalitou u postižených ptáků. Uvažuje se také, že nervové příznaky mohou být způsobeny autoimunitní reakcí.

## Projevy nemoci (symptomatologie)
Inkubační doba, vzhledem k nejasné etiologii, nebyla zatím stanovena. Odhaduje se na 4-24 měsíců.

### Klinika
Jak již bylo zmíněno, klinické příznaky jsou variabilní, podle hostitele a stupně postižení. Průběh může být akutní, projevující se příznaky ze strany CNS a GIT a zpravidla končící úhynem, nebo chronický, kdy převažuje postižení gastrointestinálního traktu a k úhynům dochází v důsledku malnutrice (podvýživa) anebo sekundárních infekcí.
Klinické příznaky obvykle zahrnují depresi, progresivní ztrátu hmotnosti (s nebo bez snížení apetitu), někdy anorexie (krátce před úhynem), trvalé nebo přerušované vyvrhování potravy, polydipsii/polyurii a v trusu jsou nacházena nestrávená semena (indikující malabsorpční nebo maldigestivní poruchy). Průjem se vyskytuje v pozdějším stadiu nemoci a obvykle je výsledkem sekundární bakteriální nebo plísňové enteritidy. Nervové příznaky, které se mohou objevovat společně s příznaky trávicího traktu nebo nezávisle na nich, zahrnují ataxie, záškuby hlavou, slabost končetin nebo parézy. Někdy je pozorován zvýšený příjem měkkého krmiva nebo návrat k juvenilnímu chování.
V krvi se zjišťuje 2-3násobné zvýšení počtu leukocytů (heterofily, monocyty a bazofily) a zvýšená aktivita kreatin fosfokinázy (CPK). Normální hodnoty CPK u papoušků se pohybují mezi 100-400 µmol/l, u nemocných byl pozorován vzestup na 800 µmol/l. Zvýšená aktivita CPK se pozoruje i u jiných neuropatií, atrofie svalů nebo při poranění měkkých tkání. Malnutrice se projevuje hypoglykémií a anémií.

### Patologie
Pitevně se zjišťuje vyhublost až kachexie a rozšířený, často neprůchodný proventrikulus (žláznatý žaludek), žaludek a vole. Na sliznici žláznatého žaludku může docházet v důsledku obstrukce k tlakové atrofii sliznice a dále se mohou pozorovat hemoragie, eroze a ulcerace, případně ruptury stěny proventrikulu. Svalová vrstva hypotrofického žaludku bývá bledší. Kachexie může způsobovat selhávání kardiovaskulárního systému v důsledku nedostatku energie.
Mikroskopické léze mají diagnostický význam. Jsou charakterizovány lymfoplasmocytární ganglioneuritidou, projevující se nahromaděním lymfocytů, monocytů a plasmatických buněk v gangliích a nervech, které inervují proventrikulus a další orgány jako jsou vole, žaludek a tenké střevo (sestupná klička duodena). Všechna ganglia nemusí být postižena a některá mohou být postižena jen částečně. Ve svalnatém žaludku se zjišťuje multifokální lymfocytární leiomyositida s degenerací hladkosvalových buněk a lymfocytární infiltrací nervů. Občas bývá pozorována nehnisavá myokarditida s mononukleární infiltrací v gangliích. Bez ohledu na klinické příznaky lze detekovat lymfocytární encefalitidu s perivaskulárními nahloučeninami v mozečku a prodloužené míše; v mozku jsou tyto změny vzácné. V mozkovém kmenu byly popsány glióza a pseudoneuronofagie. Nervové buňky obsahují intranukleární a intracytoplasmatické inkluze.

## Diagnostika
Předběžná diagnóza onemocnění je založena na anamnéze, klinických příznacích a radiografickém, případně endoskopickém vyšetření, průkazu dilatace a dysfunkce proventrikulu (kontrastní rtg, ultrazvuk). Ve většině případů konečná diagnóza vyžaduje kompletní mikroskopické vyšetření tkání (proventrikulus, žaludek, epikard a mozek) a průkaz charakteristických histologických změn v nervové tkáni. U některých podezřelých pacientů lze také určit diagnózu před úhynem pomocí biopsie volete. Pozitivní biopsie volete u ptáků s klinickými příznaky má diagnostickou hodnotu, ale negativní výsledek u stejných ptáků nevylučuje PPDS. Aby se zvýšila pravděpodobnost histologické detekce změn, měl by bioptát obsahovat celou stěnu volete, včetně silné krevní cévy a s ní související ganglia. Větší počet vyšetřovaných vzorků tkání zvyšuje pravděpodobnost detekce změn.
Protože předpokládaný původce onemocnění se vylučuje trusem u přirozeně i exp. infikovaných ptáků, je možné používat elektronmikroskopické vyšetření exkrementů k detekci ptáků vylučujících virus. Virus je ale ve vnějším prostředí nestabilní, takže opakované vyšetření pozitivních vzorků může být negativní. Sekundární infekce mohou diagnostiku komplikovat.
Diferenciální diagnostika. Blokáda GIT může mít mnoho příčin, např. neoplasie, jizvy nebo migrující larvy mohou způsobovat podobné klinické příznaky i pitevní nálezy. Podobně se mohou projevovat i systémová onemocnění jako jsou chlamydióza, salmonelóza, tuberkulóza, plísňové infekce, endoparaziti, cizí tělesa a intoxikace. Nestrávená semena v trusu se také nacházejí při pankreatitidě, některých formách enteritid a při krmivových alergiích.

## Terapie a prevence
Léčba klinicky nemocných a z PPDS podezřelých ptáků je pouze symptomatická a zpravidla jen zlepšuje klinický průběh. Takoví ptáci by měli být drženi odděleně od ostatních, zejména od chovného hejna. Odstranění stagnujícího krmiva z proventrikulu, krmení snadno stravitelnou měkkou nebo tekutou vysokoenergetickou dietou a kontrola stresů a případných sekundárních infekcí, mohou ptákům prodloužit život o více než rok. Chovné ptáky je ale vhodnější co nejdříve odstranit. Protože konečnou diagnózu lze stanovit pouze patohistologickým vyšetřením nervů, nejsou zatím žádné zprávy o uzdravení nemocných ptáků. Prognóza je proto většinou nepříznivá.
Onemocnění se může vyskytovat i při optimálních chovatelských podmínkách a prováděné asanaci. Infikovaní ptáci nemusí vždy onemocnět, existuje možnost asymptomního průběhu. Proto ptáci, kteří přišli do kontaktu s nemocnými, by měli být okamžitě izolováni v karanténě, trvající minimálně 6 měsíců. Karanténa by měla být uplatňována i u nově nakoupených zvířat. Někdy ani 6měsíční karanténa nedostačuje k průkazu latentně infikovaných ptáků. V takovém případě může napomoci společné ustájení karanténovaných ptáků s kontaktními vnímavými ptáky, např. výletky korel.